# 第11屆金馬獎
第11屆金馬獎，由中華民國官方舉辦的國產電影評選活動，為1973年台灣與華語電影業界的年度盛事之一。

## 簡介
1973年（民國62年）第11屆金馬獎臺灣電影依舊佔上風，港片僅邵氏公司《十四女英豪》獨佔鰲頭，獲得最佳導演（程剛）與最佳女配角（盧燕），程剛導演邵氏年度大戲《十四女英豪》實屬不易，邵氏公司一向以大牌女明星眾多出名，個個都是獨當一面大卡斯，凌波之穆桂英，李菁之楊八妹，何莉莉反串楊文廣，盧燕飾佘太君，丁珮飾五娘，金霏演七娘，舒佩佩演楊排風，加上飾演楊宗保的宗華、羅烈、岳華等男星共襄盛舉。
最佳影片由鳳鳴公司《忍》獲得，也是臺灣少數獲此大獎之電影公司，楊群繼《揚子江風雲》後二度封帝，此片捧紅另一女俠明星嘉凌，原是京劇花旦劉復雯之嘉凌，父親劉玉麟為復興劇團首席小生，刀馬旦的嘉凌，繼上官靈鳳與徐楓後，另外竄紅之女俠明星．因《忍》讓嘉凌獲得優秀演技特別獎。上官靈鳳因胡金銓導演之《龍門客棧》走紅，本屆以《馬路小英雄》忽男忽女表現，擊敗《十四女英豪》眾女將，擒下影后獎。《十四女英豪》中老牌影后盧燕洗練演技，演活佘太君一角，榮膺女配角獎。嘉禾電影公司李小龍主演之《猛龍過江》春節在臺灣放映，全省賣翻，獲得優等劇情片，名利雙收。而武俠王國之邵氏公司繼亞洲影帝姜大衛之後誕生一位武俠巨星狄龍，《刺馬》一片獲金馬評審青睞，獲得優秀演員特別獎。王宇演出電視劇集多年，一部丁善璽編劇之《突破國際死亡線》榮獲最佳男配角獎。湯志偉以《天倫樂》獲得最佳童星獎。

## 入圍暨得獎名單
- 第15屆之前，金馬獎採事前公佈得獎名單的方式，因此無「入圍名單」。[1]

下列之標記為該獎項之得獎者。
壹、影片獎項

### 優等紀錄片
貳、個人獎項

### 最佳紀錄片策劃
叄、非正式競賽

## 得獎統計
總共有13部電影獲獎，僅計入正式競賽獎項。
| 得獎數量 | 電影名稱           | 得獎獎項                                         |
| -------- | ------------------ | ------------------------------------------------ |
| 4        | 《十四女英豪》     | 優等劇情片、最佳導演、最佳女配角、最佳錄音       |
| 3        | 《忍》             | 最佳劇情片、最佳男主角、最佳編劇                 |
| 3        | 《愛的天地》       | 優等劇情片、最佳彩色影片攝影、最佳音樂（非歌劇） |
| 2        | 《陸軍飛彈部隊》   | 優等紀錄片、最佳紀錄片攝影                       |
| 2        | 《愛心與信心》     | 最佳紀錄片、最佳紀錄片策劃                       |
| 2        | 《天倫樂》         | 優等劇情片、最佳童星                             |
| 2        | 《突破國際死亡線》 | 優等劇情片、最佳男配角                           |
| 2        | 《猛龍過江》       | 優等劇情片、最佳剪輯                             |
| 1        | 《馬路小英雄》     | 最佳女主角                                       |
| 1        | 《敦睦演習》       | 優等紀錄片                                       |
| 1        | 《金門林業》       | 優等紀錄片                                       |
| 1        | 《台灣風光》       | 優等紀錄片                                       |
| 1        | 《彩雲飛》         | 最佳彩色影片美術設計                             |

## 外部連結
- 第11屆金馬獎名單 （页面存档备份，存于）（繁體中文）
- 時光網-第11届台湾电影金马奖 （页面存档备份，存于）